# نيل كروس
نيل كروس (بالإنجليزية: Neil Cross)‏ (9 فبراير 1969، برستل في المملكة المتحدة)؛ كاتب، كاتب سيناريو وروائي بريطاني.

## روابط خارجية
- نيل كروس على موقع IMDb (الإنجليزية)
- نيل كروس على موقع قاعدة بيانات الفيلم (الإنجليزية)